# Giro de Lombardia de 2017
A 111.ª edição do Giro de Lombardia foi uma clássica ciclista que se disputou a 7 de outubro de 2017 sobre um percurso 247 quilómetros com início na cidade de Bérgamo e final na cidade de Como. Esta carreira foi a última do calendário dos Monumentos do ciclismo.
A carreira fez parte do UCI World Tour de 2017, sendo a trigésima quinta competição do calendário de máxima categoria mundial.
A carreira foi vencida pelo corredor italiano Vincenzo Nibali da equipa Bahrain-Merida, em segundo lugar Julian Alaphilippe (Quick-Step Floors) e em terceiro lugar Gianni Moscon (Team Sky).

## Percorrido
O Giro de Lombardia dispôs de um percurso total de 247 quilómetros iniciando desde Bérgamo na região de Lombardia, passando pelos muros de Madonna del Ghisallo, Muro de Sormano e San Fermo della Battaglia até finalizar em Como.

## Equipas participantes
Tomaram parte na carreira 25 equipas: os 18 UCI Pro Team (ao ter assegurada e ser obrigatória sua participação), mais 7 equipas Profissional Continental. Formando assim um pelotão de 199 ciclistas dos que acabaram 100. As equipas participantes foram:
| Equipes WorldTeam (18)- AG2R La Mondiale - Astana - Bahrain-Merida - BMC Racing Team - Bora-Hansgrohe - Cannondale-Drapac - FDJ - Lotto-Soudal - Movistar Team - Orica-Scott - Quick-Step Floors - Dimension Data - Katusha-Alpecin - Lotto NL-Jumbo - Sky - Team Sunweb - Trek-Segafredo - UAE Team Emirates Equipes profissionais Continentais (7)- Androni Giocattoli - Bardiani CSF - Cofidis, Solutions Crédits - Gazprom-RusVelo - Nippo-Vini Fantini - Wilier Triestina-Selle Italia - Direct Énergie |
| |

## Classificação final
- As classificações finalizaram da seguinte forma:[5]

| \| Classificação geral \| Classificação geral \| Classificação geral \| Classificação geral \| Classificação geral \| \| Ciclista \| Ciclista \| Equipe \| Tempo \| \| \| ------------------- \| ------------------- \| --------------------------- \| ------------------- \| ------------------- \| \| 1. \| Vincenzo Nibali \| Bahrain-Merida \| 6h15m28s \| \| \| 2. \| Julian Alaphilippe \| Quick-Step Floors \| + 28s \| \| \| 3. \| Gianni Moscon \| Team Sky \| + 38s \| \| \| 4. \| Alexis Vuillermoz \| AG2R La Mondiale \| + 38s \| \| \| 5. \| Thibaut Pinot \| FDJ \| + 38s \| \| \| 6. \| Domenico Pozzovivo \| AG2R La Mondiale \| + 38s \| \| \| 7. \| Fabio Aru \| Astana \| + 38s \| \| \| 8. \| Mikel Nieve \| Team Sky \| + 40s \| \| \| 9. \| Nairo Quintana \| Movistar Team \| + 42s \| \| \| 10. \| Serguei Chernetski \| Astana \| + 47s \| \| \| 11. \| Sam Oomen \| Team Sunweb \| + 47s \| \| \| 12. \| Nicolas Roche \| BMC Racing Team \| + 47s \| \| \| 13. \| Egan Bernal \| Androni-Sidermec-Bottecchia \| + 47s \| \| \| 14. \| Ben Hermans \| BMC Racing Team \| + 47s \| \| \| 15. \| Davide Villella \| Cannondale-Drapac \| + 1m12s \| \| \| 16. \| Mathias Frank \| AG2R La Mondiale \| + 1m12s \| \| \| 17. \| Diego Rosa \| Team Sky \| + 1m12s \| \| \| 18. \| Wilco Kelderman \| Team Sunweb \| + 1m12s \| \| \| 19. \| Bauke Mollema \| Trek-Segafredo \| + 1m26s \| \| \| 20. \| Tim Wellens \| Lotto-Soudal \| + 1m26s \| \| |                    |                             |          |
| |                    |                             |          |
| Fonte: ProCyclingStats |                    |                             |          |
| Classificação geral |                    |                             |          |
| Ciclista | Ciclista           | Equipe                      | Tempo    |
| 1. | Vincenzo Nibali    | Bahrain-Merida              | 6h15m28s |
| 2. | Julian Alaphilippe | Quick-Step Floors           | + 28s    |
| 3. | Gianni Moscon      | Team Sky                    | + 38s    |
| 4. | Alexis Vuillermoz  | AG2R La Mondiale            | + 38s    |
| 5. | Thibaut Pinot      | FDJ                         | + 38s    |
| 6. | Domenico Pozzovivo | AG2R La Mondiale            | + 38s    |
| 7. | Fabio Aru          | Astana                      | + 38s    |
| 8. | Mikel Nieve        | Team Sky                    | + 40s    |
| 9. | Nairo Quintana     | Movistar Team               | + 42s    |
| 10. | Serguei Chernetski | Astana                      | + 47s    |
| 11. | Sam Oomen          | Team Sunweb                 | + 47s    |
| 12. | Nicolas Roche      | BMC Racing Team             | + 47s    |
| 13. | Egan Bernal        | Androni-Sidermec-Bottecchia | + 47s    |
| 14. | Ben Hermans        | BMC Racing Team             | + 47s    |
| 15. | Davide Villella    | Cannondale-Drapac           | + 1m12s  |
| 16. | Mathias Frank      | AG2R La Mondiale            | + 1m12s  |
| 17. | Diego Rosa         | Team Sky                    | + 1m12s  |
| 18. | Wilco Kelderman    | Team Sunweb                 | + 1m12s  |
| 19. | Bauke Mollema      | Trek-Segafredo              | + 1m26s  |
| 20. | Tim Wellens        | Lotto-Soudal                | + 1m26s  |

## Ciclistas participantes e posições finais
| Orica-Scott ORS | Orica-Scott ORS               | Orica-Scott ORS |
| --------------- | ----------------------------- | --------------- |
| Num             | Ciclista                      | Pos             |
| 1               | Adam Yates (GBR)              | 74.             |
| 2               | Jack Haig (AUS)               | 24.             |
| 3               | Damien Howson (AUS)           | 99.             |
| 4               | Christopher Juul-Jensen (DEN) | 82.             |
| 5               | Jens Keukeleire (BEL)         | 97.             |
| 6               | Roman Kreuziger (CZE)         | 32.             |
| 7               | Michael Albasini (SUI)        | DNF             |
| 8               | Carlos Verona (ESP)           | 64.             |

| AG2R La Mondiale ALM | AG2R La Mondiale ALM     | AG2R La Mondiale ALM |
| -------------------- | ------------------------ | -------------------- |
| Num                  | Ciclista                 | Pos                  |
| 11                   | Domenico Pozzovivo (ITA) | 6.                   |
| 12                   | Jan Bakelants (BEL)      | DNF                  |
| 13                   | François Bidard (FRA)    | DNF                  |
| 14                   | Mikaël Cherel (FRA)      | 43.                  |
| 15                   | Mathias Frank (SUI)      | 16.                  |
| 16                   | Alexandre Geniez (FRA)   | 23.                  |
| 17                   | Pierre Latour (FRA)      | 65.                  |
| 18                   | Alexis Vuillermoz (FRA)  | 4.                   |

| Androni-Sidermec-Bottecchia ANS | Androni-Sidermec-Bottecchia ANS | Androni-Sidermec-Bottecchia ANS |
| ------------------------------- | ------------------------------- | ------------------------------- |
| Num                             | Ciclista                        | Pos                             |
| 21                              | Egan Bernal (COL)               | 13.                             |
| 22                              | Davide Ballerini (ITA)          | DNF                             |
| 23                              | Mattia Cattaneo (ITA)           | DNF                             |
| 24                              | Marco Frapporti (ITA)           | DNF                             |
| 25                              | Francesco Gavazzi (ITA)         | DNF                             |
| 26                              | Fausto Masnada (ITA)            | 33.                             |
| 27                              | Rodolfo Torres (COL)            | 59.                             |
| 28                              | Andrea Vendrame (ITA)           | DNF                             |

| Astana AST | Astana AST                | Astana AST |
| ---------- | ------------------------- | ---------- |
| Num        | Ciclista                  | Pos        |
| 31         | Fabio Aru (ITA) (estrada) | 7.         |
| 32         | Pello Bilbao (ESP)        | 29.        |
| 33         | Dario Cataldo (ITA)       | DNF        |
| 34         | Serguei Chernetski (RUS)  | 10.        |
| 35         | Jakob Fuglsang (DEN)      | DNF        |
| 36         | Andriy Hrivko (UKR)       | 47.        |
| 37         | Luis León Sánchez (ESP)   | DNF        |
| 38         | Andrey Zeits (KAZ)        | 58.        |

| Bahrain-Merida TBM | Bahrain-Merida TBM      | Bahrain-Merida TBM |
| ------------------ | ----------------------- | ------------------ |
| Num                | Ciclista                | Pos                |
| 41                 | Vincenzo Nibali (ITA)   | 1.                 |
| 42                 | Janez Brajkovič (SLO)   | DNF                |
| 43                 | Enrico Gasparotto (ITA) | DNF                |
| 44                 | Antonio Nibali (ITA)    | DNF                |
| 45                 | Domen Novak (SLO)       | DNF                |
| 46                 | Franco Pellizotti (ITA) | DNF                |
| 47                 | Luka Pibernik (SLO)     | 63.                |
| 48                 | Giovanni Visconti (ITA) | 37.                |

| Bardiani CSF BRD | Bardiani CSF BRD         | Bardiani CSF BRD |
| ---------------- | ------------------------ | ---------------- |
| Num              | Ciclista                 | Pos              |
| 51               | Simone Andreetta (ITA)   | DNF              |
| 52               | Enrico Barbin (ITA)      | DNF              |
| 53               | Giulio Ciccone (ITA)     | 49.              |
| 54               | Lorenzo Rota (ITA)       | 89.              |
| 55               | Simone Sterbini (ITA)    | DNF              |
| 56               | Alessandro Tonelli (ITA) | DNF              |
| 57               | Simone Velasco (ITA)     | 50.              |
| 58               | Edoardo Zardini (ITA)    | DNF              |

| BMC Racing Team BMC | BMC Racing Team BMC        | BMC Racing Team BMC |
| ------------------- | -------------------------- | ------------------- |
| Num                 | Ciclista                   | Pos                 |
| 61                  | Damiano Caruso (ITA)       | DNF                 |
| 62                  | Alessandro De Marchi (ITA) | 46.                 |
| 63                  | Martin Elmiger (SUI)       | DNF                 |
| 64                  | Ben Hermans (BEL)          | 14.                 |
| 65                  | Amaël Moinard (FRA)        | DNF                 |
| 66                  | Nicolas Roche (IRL)        | 12.                 |
| 67                  | Michael Schär (SUI)        | DNF                 |
| 68                  | Manuel Senni (ITA)         | DNF                 |

| Bora-Hansgrohe BOH | Bora-Hansgrohe BOH                | Bora-Hansgrohe BOH |
| ------------------ | --------------------------------- | ------------------ |
| Num                | Ciclista                          | Pos                |
| 71                 | Rafał Majka (POL)                 | 26.                |
| 72                 | Jan Bárta (CZE)                   | 81.                |
| 73                 | Emanuel Buchmann (GER)            | 86.                |
| 74                 | Patrick Konrad (AUT)              | DNF                |
| 75                 | Silvio Herklotz (GER)             | DNF                |
| 76                 | José Mendes (POR)                 | DNF                |
| 77                 | Gregor Mühlberger (AUT) (estrada) | 88.                |
| 78                 | Paweł Poljański (POL)             | 77.                |

| Cannondale-Drapac CDT | Cannondale-Drapac CDT | Cannondale-Drapac CDT |
| --------------------- | --------------------- | --------------------- |
| Num                   | Ciclista              | Pos                   |
| 81                    | Rigoberto Urán (COL)  | 22.                   |
| 82                    | Brendan Canty (AUS)   | 85.                   |
| 83                    | Hugh Carthy (GBR)     | DNF                   |
| 84                    | Alberto Bettiol (ITA) | DNF                   |
| 85                    | Sep Vanmarcke (BEL)   | 61.                   |
| 86                    | Davide Formolo (ITA)  | DNF                   |
| 87                    | Tom Slagter (NED)     | DNF                   |
| 88                    | Davide Villella (ITA) | 15.                   |

| Cofidis, Solutions Crédits COF | Cofidis, Solutions Crédits COF | Cofidis, Solutions Crédits COF |
| ------------------------------ | ------------------------------ | ------------------------------ |
| Num                            | Ciclista                       | Pos                            |
| 91                             | Yoann Bagot (FRA)              | DNF                            |
| 92                             | Guillaume Bonnafond (FRA)      | DNF                            |
| 93                             | Nicolas Edet (FRA)             | DNF                            |
| 94                             | Mathias Le Turnier (FRA)       | 41.                            |
| 95                             | Luis Ángel Maté (ESP)          | 76.                            |
| 96                             | Anthony Perez (FRA)            | DNF                            |
| 97                             | Stéphane Rossetto (FRA)        | 75.                            |
| 98                             | Julien Simon (FRA)             | DNF                            |

| Direct Énergie DEN | Direct Énergie DEN       | Direct Énergie DEN |
| ------------------ | ------------------------ | ------------------ |
| Num                | Ciclista                 | Pos                |
| 101                | Lilian Calmejane (FRA)   | DNF                |
| 102                | Fabien Grellier (FRA)    | DNF                |
| 103                | Jonathan Hivert (FRA)    | DNF                |
| 104                | Fabrice Jeandesboz (FRA) | DNF                |
| 105                | Bryan Nauleau (FRA)      | DNF                |
| 106                | Paul Ourselin (FRA)      | DNF                |
| 107                | Perrig Quéméneur (FRA)   | DNF                |
| 108                | Romain Sicard (FRA)      | 45.                |

| FDJ | FDJ                     | FDJ |
| --- | ----------------------- | --- |
| Num | Ciclista                | Pos |
| 111 | Thibaut Pinot (FRA)     | 5.  |
| 112 | David Gaudu (FRA)       | 44. |
| 113 | Mathieu Ladagnous (FRA) | DNF |
| 114 | Jérémy Maison (FRA)     | 62. |
| 115 | Rudy Molard (FRA)       | 25. |
| 116 | Steve Morabito (SUI)    | DNF |
| 117 | Anthony Roux (FRA)      | 42. |
| 118 | Jérémy Roy (FRA)        | DNF |

| Gazprom-RusVelo GAZ | Gazprom-RusVelo GAZ    | Gazprom-RusVelo GAZ |
| ------------------- | ---------------------- | ------------------- |
| Num                 | Ciclista               | Pos                 |
| 121                 | Serguei Firsanov (RUS) | 90.                 |
| 122                 | Ildar Arslanov (RUS)   | DNF                 |
| 123                 | Igor Boev (RUS)        | DNF                 |
| 124                 | Pavel Brutt (RUS)      | 80.                 |
| 125                 | Dmitry Kozonchuk (RUS) | DNF                 |
| 126                 | Sergey Lagutin (RUS)   | DNF                 |
| 127                 | Artem Nych (RUS)       | 91.                 |
| 128                 | Ivan Rovny (RUS)       | DNF                 |

| Lotto-Soudal LTS | Lotto-Soudal LTS        | Lotto-Soudal LTS |
| ---------------- | ----------------------- | ---------------- |
| Num              | Ciclista                | Pos              |
| 131              | Tim Wellens (BEL)       | 20.              |
| 132              | Sander Armée (BEL)      | DNF              |
| 133              | Tiesj Benoot (BEL)      | 57.              |
| 134              | Thomas De Gendt (BEL)   | DNF              |
| 135              | Tony Gallopin (FRA)     | DNF              |
| 136              | Tomasz Marczyński (POL) | 62.              |
| 137              | Maxime Monfort (BEL)    | DNF              |
| 138              | Jelle Vanendert (BEL)   | DNF              |

| Movistar Team MOV | Movistar Team MOV             | Movistar Team MOV |
| ----------------- | ----------------------------- | ----------------- |
| Num               | Ciclista                      | Pos               |
| 141               | Dayer Quintana (COL)          | DNF               |
| 142               | Winner Anacona (COL)          | DNF               |
| 143               | Nuno Bico (POR)               | 98.               |
| 144               | Héctor Carretero (ESP)        | DNF               |
| 145               | Víctor de la Parte (ESP)      | 68.               |
| 146               | Jesús Herrada (ESP) (estrada) | DNF               |
| 147               | Nairo Quintana (COL)          | 9.                |
| 148               | Marc Soler (ESP)              | 79.               |

| Nippo-Vini Fantini NIP | Nippo-Vini Fantini NIP   | Nippo-Vini Fantini NIP |
| ---------------------- | ------------------------ | ---------------------- |
| Num                    | Ciclista                 | Pos                    |
| 151                    | Damiano Cunego (ITA)     | 93.                    |
| 152                    | Pierpaolo De Negri (ITA) | 95.                    |
| 153                    | Alessandro Bisolti (ITA) | 94.                    |
| 154                    | Iuri Filosi (ITA)        | 96.                    |
| 155                    | Nicola Bagioli (ITA)     | DNF                    |
| 156                    | Giacomo Berlato (ITA)    | DNF                    |
| 157                    | Ivan Santaromita (ITA)   | 53.                    |
| 158                    | Marino Kobayashi (JPN)   | DNF                    |

| Quick-Step Floors QST | Quick-Step Floors QST       | Quick-Step Floors QST |
| --------------------- | --------------------------- | --------------------- |
| Num                   | Ciclista                    | Pos                   |
| 161                   | Julian Alaphilippe (FRA)    | 2.                    |
| 162                   | Gianluca Brambilla (ITA)    | DNF                   |
| 163                   | Laurens De Plus (BEL)       | DNF                   |
| 164                   | Dries Devenyns (BEL)        | DNF                   |
| 165                   | Philippe Gilbert (BEL)      | 27.                   |
| 166                   | Bob Jungels (LUX) (estrada) | DNF                   |
| 167                   | Daniel Martin (IRL)         | 36.                   |
| 168                   | Pieter Serry (BEL)          | 87.                   |

| Dimension Data DDD | Dimension Data DDD               | Dimension Data DDD |
| ------------------ | -------------------------------- | ------------------ |
| Num                | Ciclista                         | Pos                |
| 171                | Steve Cummings (GBR) (estrada)   | DNF                |
| 172                | Natnael Berhane (ERI)            | DNF                |
| 173                | Mekseb Debesay (ERI)             | 84.                |
| 174                | Omar Fraile (ESP)                | DNF                |
| 175                | Jacques Janse van Rensburg (RSA) | DNF                |
| 176                | Benjamin King (USA)              | DNF                |
| 177                | Lachlan Morton (AUS)             | 83.                |
| 178                | Serge Pauwels (BEL)              | DNF                |

| Katusha-Alpecin KAT | Katusha-Alpecin KAT      | Katusha-Alpecin KAT |
| ------------------- | ------------------------ | ------------------- |
| Num                 | Ciclista                 | Pos                 |
| 181                 | Maksim Belkov (RUS)      | DNF                 |
| 182                 | José Gonçalves (POR)     | DNF                 |
| 183                 | Robert Kišerlovski (CRO) | DNF                 |
| 184                 | Maurits Lammertink (NED) | 100.                |
| 185                 | Alberto Losada (ESP)     | DNF                 |
| 186                 | Jhonatan Restrepo (COL)  | DNF                 |
| 187                 | Rein Taaramäe (EST)      | 70.                 |

| LottoNL-Jumbo TLJ | LottoNL-Jumbo TLJ       | LottoNL-Jumbo TLJ |
| ----------------- | ----------------------- | ----------------- |
| Num               | Ciclista                | Pos               |
| 191               | Steven Kruijswijk (NED) | 28.               |
| 192               | Enrico Battaglin (ITA)  | 60.               |
| 193               | Koen Bouwman (NED)      | 51.               |
| 194               | Stef Clement (NED)      | DNF               |
| 195               | Daan Olivier (NED)      | 92.               |
| 196               | Primož Roglič (SLO)     | 40.               |
| 197               | Floris De Tier (BEL)    | 48.               |
| 198               | Antwan Tolhoek (NED)    | 78.               |

| Team Sky SKY | Team Sky SKY                 | Team Sky SKY |
| ------------ | ---------------------------- | ------------ |
| Num          | Ciclista                     | Pos          |
| 201          | Michał Kwiatkowski (POL)     | DNF          |
| 202          | Sergio Henao (COL) (estrada) | 73.          |
| 203          | Mikel Landa (ESP)            | DNF          |
| 204          | Gianni Moscon (ITA)          | 3.           |
| 205          | Mikel Nieve (ESP)            | 8.           |
| 206          | Wout Poels (NED)             | 38.          |
| 207          | Salvatore Puccio (ITA)       | DNF          |
| 208          | Diego Rosa (ITA)             | 17.          |

| Team Sunweb SUN | Team Sunweb SUN        | Team Sunweb SUN |
| --------------- | ---------------------- | --------------- |
| Num             | Ciclista               | Pos             |
| 211             | Laurens ten Dam (NED)  | DNF             |
| 212             | Warren Barguil (FRA)   | 34.             |
| 213             | Simon Geschke (GER)    | 69.             |
| 214             | Chris Hamilton (AUS)   | 72.             |
| 215             | Lennard Hofstede (NED) | 71.             |
| 216             | Wilco Kelderman (NED)  | 18.             |
| 217             | Sam Oomen (NED)        | 11.             |
| 218             | Michael Matthews (AUS) | DNF             |

| Trek-Segafredo TFS | Trek-Segafredo TFS      | Trek-Segafredo TFS |
| ------------------ | ----------------------- | ------------------ |
| Num                | Ciclista                | Pos                |
| 221                | Julien Bernard (FRA)    | DNF                |
| 222                | Koen de Kort (NED)      | DNF                |
| 223                | Laurent Didier (LUX)    | DNF                |
| 224                | Bauke Mollema (NED)     | 19.                |
| 225                | Jarlinson Pantano (COL) | DNF                |
| 226                | Grégory Rast (SUI)      | DNF                |
| 227                | Kiel Reijnen (USA)      | DNF                |
| 228                | Peter Stetina (USA)     | 31.                |

| UAE Team Emirates UAD | UAE Team Emirates UAD   | UAE Team Emirates UAD |
| --------------------- | ----------------------- | --------------------- |
| Num                   | Ciclista                | Pos                   |
| 231                   | Diego Ulissi (ITA)      | 21.                   |
| 232                   | Darwin Atapuma (COL)    | 67.                   |
| 233                   | Valerio Conti (ITA)     | 35.                   |
| 234                   | Kristijan Đurasek (CRO) | DNF                   |
| 235                   | Rui Costa (POR)         | 54.                   |
| 236                   | Simone Petilli (ITA)    | DNF                   |
| 237                   | Jan Polanc (SLO)        | 39.                   |
| 238                   | Edward Ravasi (ITA)     | 52.                   |

| Wilier Triestina-Selle Italia WIL | Wilier Triestina-Selle Italia WIL | Wilier Triestina-Selle Italia WIL |
| --------------------------------- | --------------------------------- | --------------------------------- |
| Num                               | Ciclista                          | Pos                               |
| 241                               | Alberto Cecchin (ITA)             | DNF                               |
| 243                               | Miguel Flórez López (COL)         | DNF                               |
| 244                               | Yonder Godoy (VEN)                | 30.                               |
| 245                               | Ilia Koshevoy (BLR)               | 56.                               |
| 246                               | Daniel Felipe Martínez (COL)      | DNF                               |
| 247                               | Cristián Rodríguez (ESP)          | 55.                               |
| 248                               | Alex Turrin (ITA)                 | DNF                               |

| Orica-Scott ORS | Orica-Scott ORS               | Orica-Scott ORS |
| --------------- | ----------------------------- | --------------- |
| Num             | Ciclista                      | Pos             |
| 1               | Adam Yates (GBR)              | 74.             |
| 2               | Jack Haig (AUS)               | 24.             |
| 3               | Damien Howson (AUS)           | 99.             |
| 4               | Christopher Juul-Jensen (DEN) | 82.             |
| 5               | Jens Keukeleire (BEL)         | 97.             |
| 6               | Roman Kreuziger (CZE)         | 32.             |
| 7               | Michael Albasini (SUI)        | DNF             |
| 8               | Carlos Verona (ESP)           | 64.             |

| AG2R La Mondiale ALM | AG2R La Mondiale ALM     | AG2R La Mondiale ALM |
| -------------------- | ------------------------ | -------------------- |
| Num                  | Ciclista                 | Pos                  |
| 11                   | Domenico Pozzovivo (ITA) | 6.                   |
| 12                   | Jan Bakelants (BEL)      | DNF                  |
| 13                   | François Bidard (FRA)    | DNF                  |
| 14                   | Mikaël Cherel (FRA)      | 43.                  |
| 15                   | Mathias Frank (SUI)      | 16.                  |
| 16                   | Alexandre Geniez (FRA)   | 23.                  |
| 17                   | Pierre Latour (FRA)      | 65.                  |
| 18                   | Alexis Vuillermoz (FRA)  | 4.                   |

| Androni-Sidermec-Bottecchia ANS | Androni-Sidermec-Bottecchia ANS | Androni-Sidermec-Bottecchia ANS |
| ------------------------------- | ------------------------------- | ------------------------------- |
| Num                             | Ciclista                        | Pos                             |
| 21                              | Egan Bernal (COL)               | 13.                             |
| 22                              | Davide Ballerini (ITA)          | DNF                             |
| 23                              | Mattia Cattaneo (ITA)           | DNF                             |
| 24                              | Marco Frapporti (ITA)           | DNF                             |
| 25                              | Francesco Gavazzi (ITA)         | DNF                             |
| 26                              | Fausto Masnada (ITA)            | 33.                             |
| 27                              | Rodolfo Torres (COL)            | 59.                             |
| 28                              | Andrea Vendrame (ITA)           | DNF                             |

| Astana AST | Astana AST                | Astana AST |
| ---------- | ------------------------- | ---------- |
| Num        | Ciclista                  | Pos        |
| 31         | Fabio Aru (ITA) (estrada) | 7.         |
| 32         | Pello Bilbao (ESP)        | 29.        |
| 33         | Dario Cataldo (ITA)       | DNF        |
| 34         | Serguei Chernetski (RUS)  | 10.        |
| 35         | Jakob Fuglsang (DEN)      | DNF        |
| 36         | Andriy Hrivko (UKR)       | 47.        |
| 37         | Luis León Sánchez (ESP)   | DNF        |
| 38         | Andrey Zeits (KAZ)        | 58.        |

| Bahrain-Merida TBM | Bahrain-Merida TBM      | Bahrain-Merida TBM |
| ------------------ | ----------------------- | ------------------ |
| Num                | Ciclista                | Pos                |
| 41                 | Vincenzo Nibali (ITA)   | 1.                 |
| 42                 | Janez Brajkovič (SLO)   | DNF                |
| 43                 | Enrico Gasparotto (ITA) | DNF                |
| 44                 | Antonio Nibali (ITA)    | DNF                |
| 45                 | Domen Novak (SLO)       | DNF                |
| 46                 | Franco Pellizotti (ITA) | DNF                |
| 47                 | Luka Pibernik (SLO)     | 63.                |
| 48                 | Giovanni Visconti (ITA) | 37.                |

| Bardiani CSF BRD | Bardiani CSF BRD         | Bardiani CSF BRD |
| ---------------- | ------------------------ | ---------------- |
| Num              | Ciclista                 | Pos              |
| 51               | Simone Andreetta (ITA)   | DNF              |
| 52               | Enrico Barbin (ITA)      | DNF              |
| 53               | Giulio Ciccone (ITA)     | 49.              |
| 54               | Lorenzo Rota (ITA)       | 89.              |
| 55               | Simone Sterbini (ITA)    | DNF              |
| 56               | Alessandro Tonelli (ITA) | DNF              |
| 57               | Simone Velasco (ITA)     | 50.              |
| 58               | Edoardo Zardini (ITA)    | DNF              |

| BMC Racing Team BMC | BMC Racing Team BMC        | BMC Racing Team BMC |
| ------------------- | -------------------------- | ------------------- |
| Num                 | Ciclista                   | Pos                 |
| 61                  | Damiano Caruso (ITA)       | DNF                 |
| 62                  | Alessandro De Marchi (ITA) | 46.                 |
| 63                  | Martin Elmiger (SUI)       | DNF                 |
| 64                  | Ben Hermans (BEL)          | 14.                 |
| 65                  | Amaël Moinard (FRA)        | DNF                 |
| 66                  | Nicolas Roche (IRL)        | 12.                 |
| 67                  | Michael Schär (SUI)        | DNF                 |
| 68                  | Manuel Senni (ITA)         | DNF                 |

| Bora-Hansgrohe BOH | Bora-Hansgrohe BOH                | Bora-Hansgrohe BOH |
| ------------------ | --------------------------------- | ------------------ |
| Num                | Ciclista                          | Pos                |
| 71                 | Rafał Majka (POL)                 | 26.                |
| 72                 | Jan Bárta (CZE)                   | 81.                |
| 73                 | Emanuel Buchmann (GER)            | 86.                |
| 74                 | Patrick Konrad (AUT)              | DNF                |
| 75                 | Silvio Herklotz (GER)             | DNF                |
| 76                 | José Mendes (POR)                 | DNF                |
| 77                 | Gregor Mühlberger (AUT) (estrada) | 88.                |
| 78                 | Paweł Poljański (POL)             | 77.                |

| Cannondale-Drapac CDT | Cannondale-Drapac CDT | Cannondale-Drapac CDT |
| --------------------- | --------------------- | --------------------- |
| Num                   | Ciclista              | Pos                   |
| 81                    | Rigoberto Urán (COL)  | 22.                   |
| 82                    | Brendan Canty (AUS)   | 85.                   |
| 83                    | Hugh Carthy (GBR)     | DNF                   |
| 84                    | Alberto Bettiol (ITA) | DNF                   |
| 85                    | Sep Vanmarcke (BEL)   | 61.                   |
| 86                    | Davide Formolo (ITA)  | DNF                   |
| 87                    | Tom Slagter (NED)     | DNF                   |
| 88                    | Davide Villella (ITA) | 15.                   |

| Cofidis, Solutions Crédits COF | Cofidis, Solutions Crédits COF | Cofidis, Solutions Crédits COF |
| ------------------------------ | ------------------------------ | ------------------------------ |
| Num                            | Ciclista                       | Pos                            |
| 91                             | Yoann Bagot (FRA)              | DNF                            |
| 92                             | Guillaume Bonnafond (FRA)      | DNF                            |
| 93                             | Nicolas Edet (FRA)             | DNF                            |
| 94                             | Mathias Le Turnier (FRA)       | 41.                            |
| 95                             | Luis Ángel Maté (ESP)          | 76.                            |
| 96                             | Anthony Perez (FRA)            | DNF                            |
| 97                             | Stéphane Rossetto (FRA)        | 75.                            |
| 98                             | Julien Simon (FRA)             | DNF                            |

| Direct Énergie DEN | Direct Énergie DEN       | Direct Énergie DEN |
| ------------------ | ------------------------ | ------------------ |
| Num                | Ciclista                 | Pos                |
| 101                | Lilian Calmejane (FRA)   | DNF                |
| 102                | Fabien Grellier (FRA)    | DNF                |
| 103                | Jonathan Hivert (FRA)    | DNF                |
| 104                | Fabrice Jeandesboz (FRA) | DNF                |
| 105                | Bryan Nauleau (FRA)      | DNF                |
| 106                | Paul Ourselin (FRA)      | DNF                |
| 107                | Perrig Quéméneur (FRA)   | DNF                |
| 108                | Romain Sicard (FRA)      | 45.                |

| FDJ | FDJ                     | FDJ |
| --- | ----------------------- | --- |
| Num | Ciclista                | Pos |
| 111 | Thibaut Pinot (FRA)     | 5.  |
| 112 | David Gaudu (FRA)       | 44. |
| 113 | Mathieu Ladagnous (FRA) | DNF |
| 114 | Jérémy Maison (FRA)     | 62. |
| 115 | Rudy Molard (FRA)       | 25. |
| 116 | Steve Morabito (SUI)    | DNF |
| 117 | Anthony Roux (FRA)      | 42. |
| 118 | Jérémy Roy (FRA)        | DNF |

| Gazprom-RusVelo GAZ | Gazprom-RusVelo GAZ    | Gazprom-RusVelo GAZ |
| ------------------- | ---------------------- | ------------------- |
| Num                 | Ciclista               | Pos                 |
| 121                 | Serguei Firsanov (RUS) | 90.                 |
| 122                 | Ildar Arslanov (RUS)   | DNF                 |
| 123                 | Igor Boev (RUS)        | DNF                 |
| 124                 | Pavel Brutt (RUS)      | 80.                 |
| 125                 | Dmitry Kozonchuk (RUS) | DNF                 |
| 126                 | Sergey Lagutin (RUS)   | DNF                 |
| 127                 | Artem Nych (RUS)       | 91.                 |
| 128                 | Ivan Rovny (RUS)       | DNF                 |

| Lotto-Soudal LTS | Lotto-Soudal LTS        | Lotto-Soudal LTS |
| ---------------- | ----------------------- | ---------------- |
| Num              | Ciclista                | Pos              |
| 131              | Tim Wellens (BEL)       | 20.              |
| 132              | Sander Armée (BEL)      | DNF              |
| 133              | Tiesj Benoot (BEL)      | 57.              |
| 134              | Thomas De Gendt (BEL)   | DNF              |
| 135              | Tony Gallopin (FRA)     | DNF              |
| 136              | Tomasz Marczyński (POL) | 62.              |
| 137              | Maxime Monfort (BEL)    | DNF              |
| 138              | Jelle Vanendert (BEL)   | DNF              |

| Movistar Team MOV | Movistar Team MOV             | Movistar Team MOV |
| ----------------- | ----------------------------- | ----------------- |
| Num               | Ciclista                      | Pos               |
| 141               | Dayer Quintana (COL)          | DNF               |
| 142               | Winner Anacona (COL)          | DNF               |
| 143               | Nuno Bico (POR)               | 98.               |
| 144               | Héctor Carretero (ESP)        | DNF               |
| 145               | Víctor de la Parte (ESP)      | 68.               |
| 146               | Jesús Herrada (ESP) (estrada) | DNF               |
| 147               | Nairo Quintana (COL)          | 9.                |
| 148               | Marc Soler (ESP)              | 79.               |

| Nippo-Vini Fantini NIP | Nippo-Vini Fantini NIP   | Nippo-Vini Fantini NIP |
| ---------------------- | ------------------------ | ---------------------- |
| Num                    | Ciclista                 | Pos                    |
| 151                    | Damiano Cunego (ITA)     | 93.                    |
| 152                    | Pierpaolo De Negri (ITA) | 95.                    |
| 153                    | Alessandro Bisolti (ITA) | 94.                    |
| 154                    | Iuri Filosi (ITA)        | 96.                    |
| 155                    | Nicola Bagioli (ITA)     | DNF                    |
| 156                    | Giacomo Berlato (ITA)    | DNF                    |
| 157                    | Ivan Santaromita (ITA)   | 53.                    |
| 158                    | Marino Kobayashi (JPN)   | DNF                    |

| Quick-Step Floors QST | Quick-Step Floors QST       | Quick-Step Floors QST |
| --------------------- | --------------------------- | --------------------- |
| Num                   | Ciclista                    | Pos                   |
| 161                   | Julian Alaphilippe (FRA)    | 2.                    |
| 162                   | Gianluca Brambilla (ITA)    | DNF                   |
| 163                   | Laurens De Plus (BEL)       | DNF                   |
| 164                   | Dries Devenyns (BEL)        | DNF                   |
| 165                   | Philippe Gilbert (BEL)      | 27.                   |
| 166                   | Bob Jungels (LUX) (estrada) | DNF                   |
| 167                   | Daniel Martin (IRL)         | 36.                   |
| 168                   | Pieter Serry (BEL)          | 87.                   |

| Dimension Data DDD | Dimension Data DDD               | Dimension Data DDD |
| ------------------ | -------------------------------- | ------------------ |
| Num                | Ciclista                         | Pos                |
| 171                | Steve Cummings (GBR) (estrada)   | DNF                |
| 172                | Natnael Berhane (ERI)            | DNF                |
| 173                | Mekseb Debesay (ERI)             | 84.                |
| 174                | Omar Fraile (ESP)                | DNF                |
| 175                | Jacques Janse van Rensburg (RSA) | DNF                |
| 176                | Benjamin King (USA)              | DNF                |
| 177                | Lachlan Morton (AUS)             | 83.                |
| 178                | Serge Pauwels (BEL)              | DNF                |

| Katusha-Alpecin KAT | Katusha-Alpecin KAT      | Katusha-Alpecin KAT |
| ------------------- | ------------------------ | ------------------- |
| Num                 | Ciclista                 | Pos                 |
| 181                 | Maksim Belkov (RUS)      | DNF                 |
| 182                 | José Gonçalves (POR)     | DNF                 |
| 183                 | Robert Kišerlovski (CRO) | DNF                 |
| 184                 | Maurits Lammertink (NED) | 100.                |
| 185                 | Alberto Losada (ESP)     | DNF                 |
| 186                 | Jhonatan Restrepo (COL)  | DNF                 |
| 187                 | Rein Taaramäe (EST)      | 70.                 |

| LottoNL-Jumbo TLJ | LottoNL-Jumbo TLJ       | LottoNL-Jumbo TLJ |
| ----------------- | ----------------------- | ----------------- |
| Num               | Ciclista                | Pos               |
| 191               | Steven Kruijswijk (NED) | 28.               |
| 192               | Enrico Battaglin (ITA)  | 60.               |
| 193               | Koen Bouwman (NED)      | 51.               |
| 194               | Stef Clement (NED)      | DNF               |
| 195               | Daan Olivier (NED)      | 92.               |
| 196               | Primož Roglič (SLO)     | 40.               |
| 197               | Floris De Tier (BEL)    | 48.               |
| 198               | Antwan Tolhoek (NED)    | 78.               |

| Team Sky SKY | Team Sky SKY                 | Team Sky SKY |
| ------------ | ---------------------------- | ------------ |
| Num          | Ciclista                     | Pos          |
| 201          | Michał Kwiatkowski (POL)     | DNF          |
| 202          | Sergio Henao (COL) (estrada) | 73.          |
| 203          | Mikel Landa (ESP)            | DNF          |
| 204          | Gianni Moscon (ITA)          | 3.           |
| 205          | Mikel Nieve (ESP)            | 8.           |
| 206          | Wout Poels (NED)             | 38.          |
| 207          | Salvatore Puccio (ITA)       | DNF          |
| 208          | Diego Rosa (ITA)             | 17.          |

| Team Sunweb SUN | Team Sunweb SUN        | Team Sunweb SUN |
| --------------- | ---------------------- | --------------- |
| Num             | Ciclista               | Pos             |
| 211             | Laurens ten Dam (NED)  | DNF             |
| 212             | Warren Barguil (FRA)   | 34.             |
| 213             | Simon Geschke (GER)    | 69.             |
| 214             | Chris Hamilton (AUS)   | 72.             |
| 215             | Lennard Hofstede (NED) | 71.             |
| 216             | Wilco Kelderman (NED)  | 18.             |
| 217             | Sam Oomen (NED)        | 11.             |
| 218             | Michael Matthews (AUS) | DNF             |

| Trek-Segafredo TFS | Trek-Segafredo TFS      | Trek-Segafredo TFS |
| ------------------ | ----------------------- | ------------------ |
| Num                | Ciclista                | Pos                |
| 221                | Julien Bernard (FRA)    | DNF                |
| 222                | Koen de Kort (NED)      | DNF                |
| 223                | Laurent Didier (LUX)    | DNF                |
| 224                | Bauke Mollema (NED)     | 19.                |
| 225                | Jarlinson Pantano (COL) | DNF                |
| 226                | Grégory Rast (SUI)      | DNF                |
| 227                | Kiel Reijnen (USA)      | DNF                |
| 228                | Peter Stetina (USA)     | 31.                |

| UAE Team Emirates UAD | UAE Team Emirates UAD   | UAE Team Emirates UAD |
| --------------------- | ----------------------- | --------------------- |
| Num                   | Ciclista                | Pos                   |
| 231                   | Diego Ulissi (ITA)      | 21.                   |
| 232                   | Darwin Atapuma (COL)    | 67.                   |
| 233                   | Valerio Conti (ITA)     | 35.                   |
| 234                   | Kristijan Đurasek (CRO) | DNF                   |
| 235                   | Rui Costa (POR)         | 54.                   |
| 236                   | Simone Petilli (ITA)    | DNF                   |
| 237                   | Jan Polanc (SLO)        | 39.                   |
| 238                   | Edward Ravasi (ITA)     | 52.                   |

| Wilier Triestina-Selle Italia WIL | Wilier Triestina-Selle Italia WIL | Wilier Triestina-Selle Italia WIL |
| --------------------------------- | --------------------------------- | --------------------------------- |
| Num                               | Ciclista                          | Pos                               |
| 241                               | Alberto Cecchin (ITA)             | DNF                               |
| 243                               | Miguel Flórez López (COL)         | DNF                               |
| 244                               | Yonder Godoy (VEN)                | 30.                               |
| 245                               | Ilia Koshevoy (BLR)               | 56.                               |
| 246                               | Daniel Felipe Martínez (COL)      | DNF                               |
| 247                               | Cristián Rodríguez (ESP)          | 55.                               |
| 248                               | Alex Turrin (ITA)                 | DNF                               |

Convenções:
- AB-N: Abandono na etapa N
- FLT-N: Retiro por chegadafora do limite de tempo na etapa N
- NTS-N: Não tomou a saída para a etapa N
- DES-N: Desclassificado ou expulso na etapa N

## UCI World Ranking
O Giro de Lombardia outorgou pontos para o UCI World Tour de 2017 e o UCI World Ranking, este último para corredores das equipas nas categorias UCI Pro Team, Profissional Continental e Equipas Continentais. A seguinte tabela são o barómetro de pontuação e os 10 corredores que obtiveram mais pontos:
| Posição   | 1.º | 2.º | 3.º | 4.º | 5.º | 6.º | 7.º | 8.º | 9.º | 10.º | 11.º | 12.º | 13.º | 14.º | 15.º | 16.º-20.º | 21.º-30.º | 31.º-50.º | 51.º-55.º | 56.º-60.º |
| Pontuação | 500 | 400 | 325 | 275 | 225 | 175 | 150 | 125 | 100 | 85   | 70   | 60   | 50   | 40   | 35   | 30        | 20        | 10        | 5         | 3         |

| 1.º  | Vincenzo Nibali    | Bahrain-Merida    | 500 |
| 2.º  | Julian Alaphilippe | Quick-Step Floors | 400 |
| 3.º  | Gianni Moscon      | Team Sky          | 325 |
| 4.º  | Alexis Vuillermoz  | AG2R La Mondiale  | 275 |
| 5.º  | Thibaut Pinot      | FDJ               | 225 |
| 6.º  | Domenico Pozzovivo | AG2R La Mondiale  | 175 |
| 7.º  | Fabio Aru          | Astana            | 150 |
| 8.º  | Mikel Nieve        | Team Sky          | 125 |
| 9.º  | Nairo Quintana     | Movistar Team     | 100 |
| 10.º | Serguéi Chernetski | Astana            | 85  |